# 22675 Девідкон
22675 Девідкон (22675 Davidcohn) — астероїд головного поясу, відкритий 17 серпня 1998 року.
Тіссеранів параметр щодо Юпітера — 3,311.